# Екзосупутник

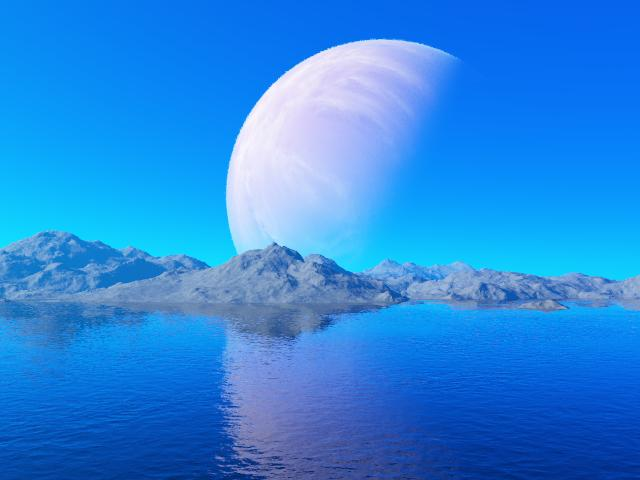
Залюднений супутник планети HD 28185 b в поданні художника.

Екзосупутник — природний супутник екзопланети.
Екзоспутники існують навколо багатьох екзопланет, проте виявити їх і досконально досліджувати поки що неможливо. Незважаючи на великі успіхи пошуків планет за допомогою спектроскопії зірок, екзосупутники не можуть бути знайдені практично всіма відомими на цей час методами пошуку екзопланет, оскільки зсув зоряного спектра приймається за одне тіло, що обертається навколо зірки — планета плюс її супутник (або декілька її супутників). Хоча є кілька інших, менш ефективних, способів пошуку екзоспутників:
- Пряме спостереження
- Транзитний метод
- Спектроскопія екзопланети
- Таймінг пульсара
- Ефекти транзитного таймінгу

## Екзосупутники і кандидати в екзосупутники
Відкрито поки що лише один супутник у планети WASP-12b — це екзосупутник WASP-12 b 1, бо він втричі менший самої планети і становить 0,57 діаметра Юпітера.. 
- В 2014 р. шляхом мікролінзування об'єкта MOA-2011-BLG-262L b виявлено супутник[2].
- В 2017 р. за допомогою космічного телескопа "Хаббл" космічного агентства США NASA виявлено екзосупутник Kepler-1625 b I[3], що обертається навколо екзопланети Kepler-1625b в системі жовтого карлика Kepler-1625[4].